# Joseph-Étienne Projean
Joseph-Etienne Projean (25 de diciembre de 1752, Carbonne - 21 de agosto de 1818, Mas-Grenier) fue un político francés cuya actividad se ejerció durante el período de  Revolución.

## Biografía
Propietario y agricultor, abogado, fue elegido diputado por Alto Garona en la  asamblea legislativa y en la Convención en 1792.
Votó a favor de la muerte de  Luis XVI sin apelación o indulto.
Comandante de la Guardia Nacional de Carbonne, distrito de Rieux, fue enviado en una misión a Bayona con Marc Antoine Baudot,  Guillermo Chaudron Rousseau al Ejército de los Pirineos Orientales. Asistió a la victoria de Argelès. Contribuyó a la destitución del general Louis-Charles de Flers.
Luego fue enviado a los departamentos de Meurthe, Vosgos y Bajo Rin para abastecer a la Convención.
Fue nombrado mensajero de estado por el Consejo de los Quinientos, y se mantuvo desde del 18 de Brumario y hasta 1807 cuando dejó el cargo.